# Нагпур
Нагпур (мар. नागपुर) је град у индијској држави Махараштра. Првог јануара 2004. имао је 2.173.200 становника и по томе је највећи град централне Индије. Налази се на реци Наг у самом географском центру земље. 
Нагпур је индустријски град (индустрија памука, папира, хемијска индустрија, машиноградња), али и културни, образовни и саобраћајни центар Индије. У Индији, Нагпур је познат по трговини поморанџама. 
Име града се први пут појављује на записима из 10. века. Званично, град је политичким декретом основао шах Бахт Буланд 1702. Име града изведено је из имена реке Наг. Нагпур је постао главни град државе Марата 1742. Британци су се овде појавли 1817, и до 1853. потпуно преузели власт. Године 1861. Нагпур је постао центар управе за Централне провинције Индије. Пруга према Бомбају је отворена 1867, што је довело до наглог индустријског развоја и пораста броја становвника. Универзитет у Нагпуру је отворен 1923. После индијског стицања независности 1947, Нагпур је од 1950—1960. био главни град савезне државе Мадја Прадеш. Од 1. маја 1960. припада држави Махараштра. 

## Становништво
Према незваничним резултатима пописа, у граду је 2011. живело 2.405.421 становника.
| 1991.     | 2001.     | 2011.     |
| --------- | --------- | --------- |
| 1.624.752 | 2.052.066 | 2.405.421 |